# Rašića Kraj

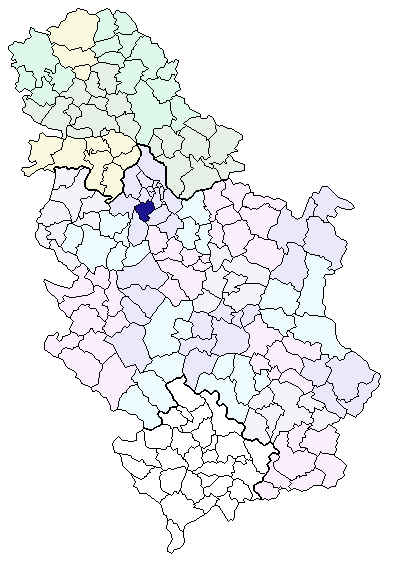
Situation de la municipalité de Barajevo en Serbie

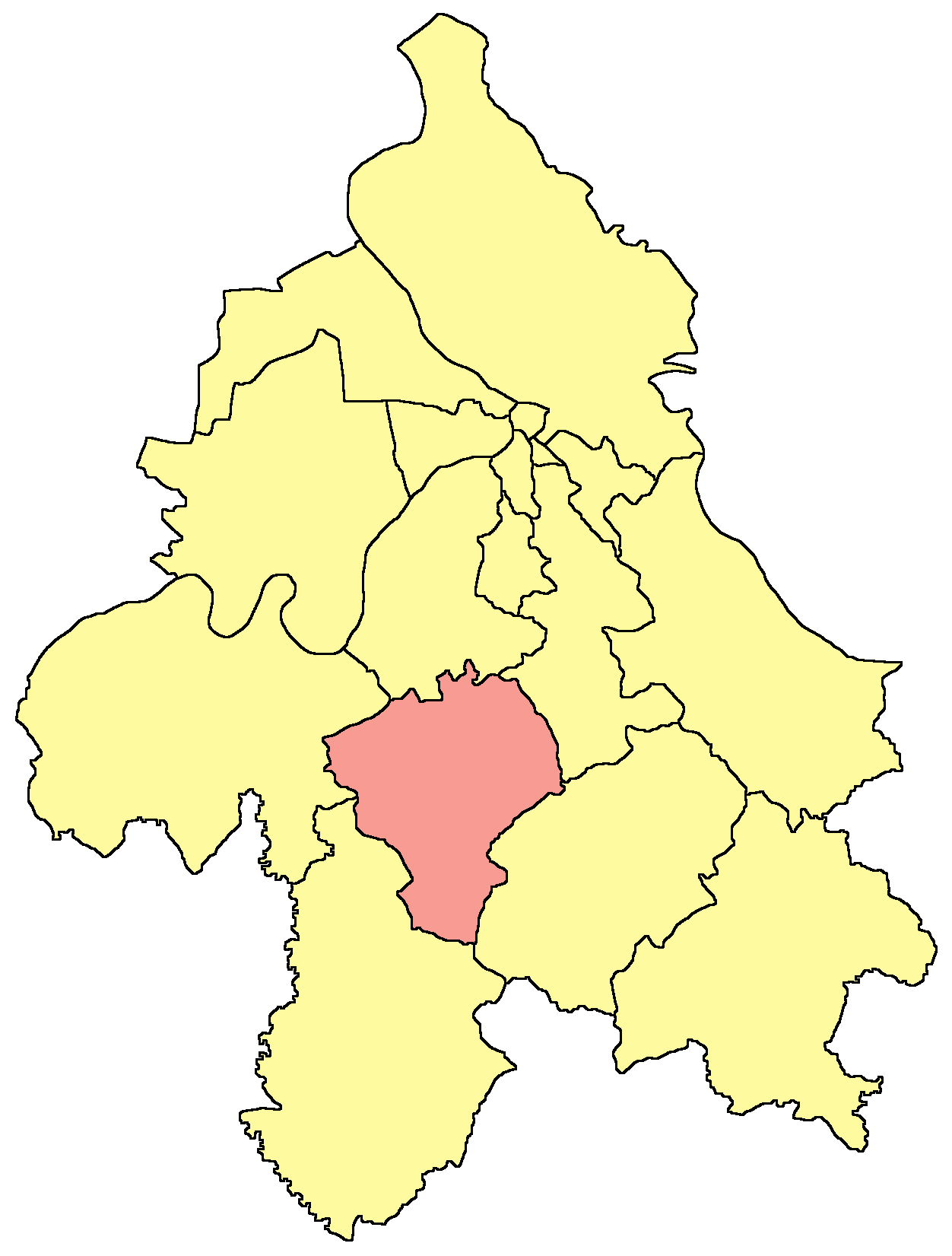
Situation de la municipalité de Barajevo dans le district de Belgrade

Rašića Kraj, en serbe cyrillique Рашића Крај, est un faubourg de Belgrade, la capitale de la Serbie. Il est situé dans la municipalité de Barajevo, district de Belgrade.
Ce faubourg est né d'une extension de la localité de Vranić.